# Miguel Juan Llambrich
Miguel Juan Llambrich (Benidorm, la Marina Baixa, 18 de gener de 1996), més conegut com a Miguelón, és un futbolista professional valencià que juga com a defensa.

## Carrera de club
Miguelón va formar-se al planter del Vila-real CF des del 2006, després d'haver passat pel Benidorm CF i l'Alacant CF. Va debutar com a sènior amb el Vila-real CF C el 22 d'agost de 2015, com a titular en un empat 1–1 a fora contra la UD Alzira.
El 28 de novembre de 2015, Miguelón va jugar els 90 minuts sencers amb el Vila-real CF B en una victòria per 3–2 a casa contra el CE Eldenc, després que tant Felipe Alfonso com Edgar Ié no poguessin jugar per lesió. El 3 de desembre va debutar amb el primer equip, com a titular, en una derrota per 2–3 a fora contra la SD Huesca a la Copa del Rei.
Miguelón fou promogut definitivament al primer equip el 2 d'agost de 2018. L'11 de juliol de 2019, després que hagués jugat escadusserament, fou cedit a la SD Huesca per un any.
El 25 d'agost de 2020, després d'haver assolit la promoció amb la SD Huesca, Miguelón fou cedit al RCD Espanyol, baixat a segona divisió, per un any. Després d'ascendir a primera amb l'Espanyol, hi va signar contracte permanent el 2 de juny de 2021.
L'11 de juliol de 2022, Miguelón fou cedit al Reial Oviedo de segona divisió, per una temporada, sense opció de compra.